# Lignage Roodenbeke
Pour l’article homonyme, voir Famille t'Kint de Roodenbeke.

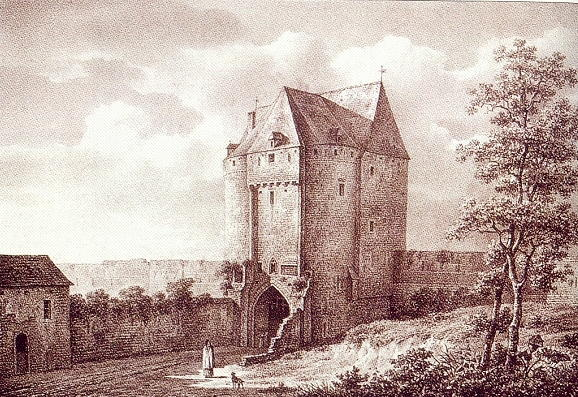
La Porte de Namur à la fin du XVIIIe siècle

Le Lignage Roodenbeke ou lignage Rodenbeek est l'un des sept Lignages de Bruxelles. 

## Armes
Ce lignage portait d'argent à la bande ondée de gueules. Cimier : un casque. Supports : une pucelle vêtue d'argent à dextre et un lion à senestre.

## Histoire
Le Lignage Roodenbeke est le lignage bruxellois comptant le moins de personnes en 1376, date de l'inscription obligatoire des Lignagers. Seules dix-neuf personnes de quatorze familles différentes s’en réclamèrent à cette date. Il s’agit des familles Fraybaert, Clutinc, Hertewyck, Mennen et van Woluwe qui comptèrent toutes deux membres inscrits en 1376, ainsi que les familles van den Heetvelde, van Schoers (ou d’Escornaix ou van Schorisse), van Bogaerden, de Witte, Reethen, van Houtem, van Hamme, Meert et tSmet van Eversberghe, familles qui comptaient un seul membre inscrit.
Quant aux origines de ce lignage, si Willem van Rodenbeke est déjà connu en 1245 et si un certain Geroïus (Gérard ou Geroy) de Rodenbeke est échevin de Bruxelles plusieurs fois cité entre 1255 et 1270 - qui ne porte cependant pas la bande ondée dans son sceau mais bien un chien, bande ondée qui n’apparaît d’ailleurs dans les sceaux qu’à partir de 1305 -, on ignore comment les familles citées ci-avant, agrégées au Lignage Roodenbeke, se rattachent à la famille éponyme. Remarquons cependant que plusieurs familles mettent en évidence dans leur sceau les armes de la famille seigneuriale de Bigard, encore que le rattachement aux van Bijgaerden ne soit pas documenté avec toute la certitude requise. En ce qui concerne le nom du Lignage, il est possible que les premiers Lignagers de cette famille portent le nom d’un ruisseau à Woluwe-Saint-Pierre, là où ils auraient possédé des biens fonciers.
Les familles citées ci-avant et leur descendance ont fait l’objet d’études dans la série d’ouvrages Brabantica éditée par François de Cacamp.
Les registres du Lignage Roodenbeke ont fait l’objet d’une publication en décembre 2023, à l'initiative de l'Association royale des descendants des lignages de Bruxelles qui avait mandaté le généalogiste Jan Caluwaerts, et sous la supervision des membres de la Commission des preuves de cette association.
Pour les filiations lignagères plus récentes, l'on se référera au Manuscrit de Roovere, tel que transcrit et publié   . Par ailleurs, l'ouvrage de Désiré van der Meulen sur les Lignages de Bruxelles tel que synthétisé dans la Liste et armorial des personnes admises aux Lignages de Bruxelles mentionne aussi ces Lignagers pour les époques les plus récentes.
Enfin, notons que la Porte de Namur fut défendue en 1383 par le Lignage Rodenbeke, secondé en 1422 par la nation de Saint-Jacques.

## Gravures anciennes de membres du Lignage Roodenbeke

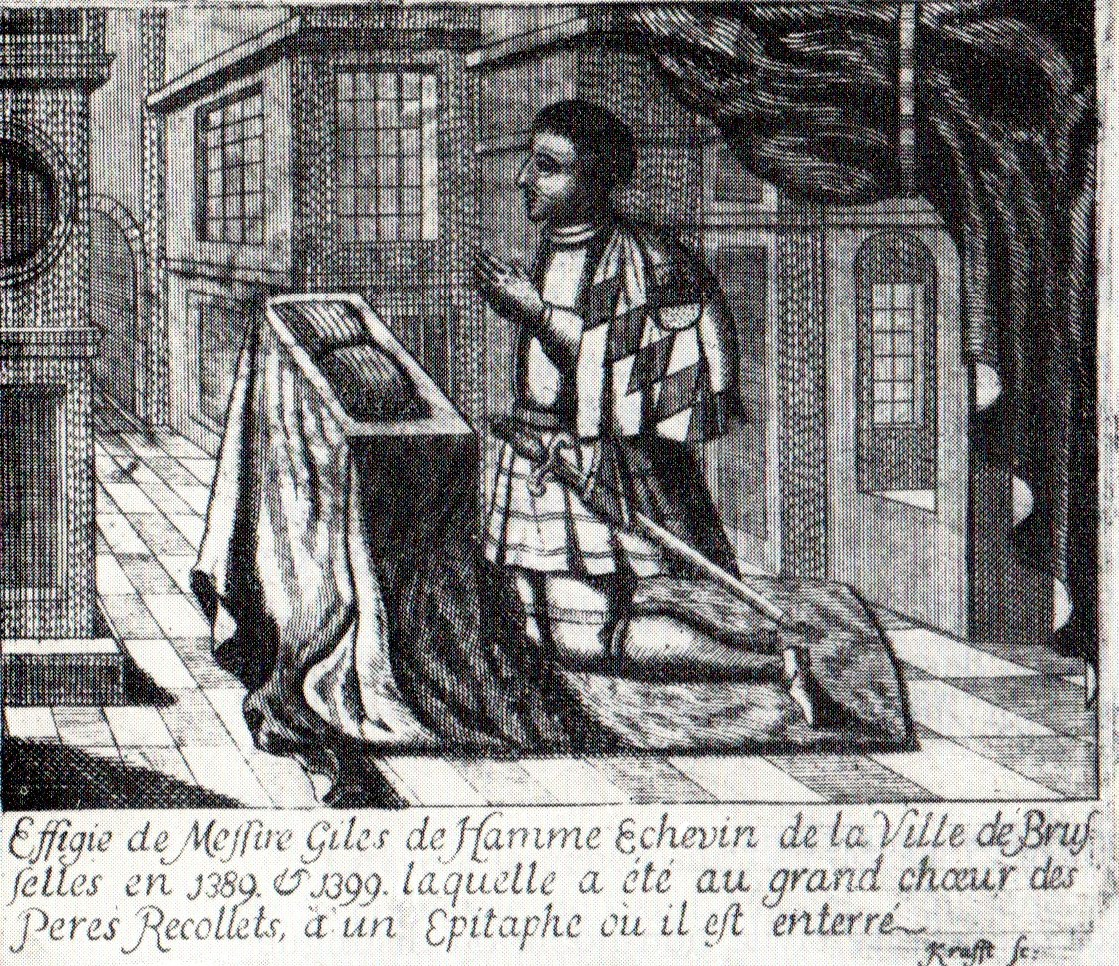
Gravure du XVIIIe siècle reproduisant le portrait du XIVe siècle, situé dans le chœur de l'église des Récollets, de Gilles van Hamme, membre du Lignage Roodenbeke et échevin de Bruxelles en 1389 et 1399.
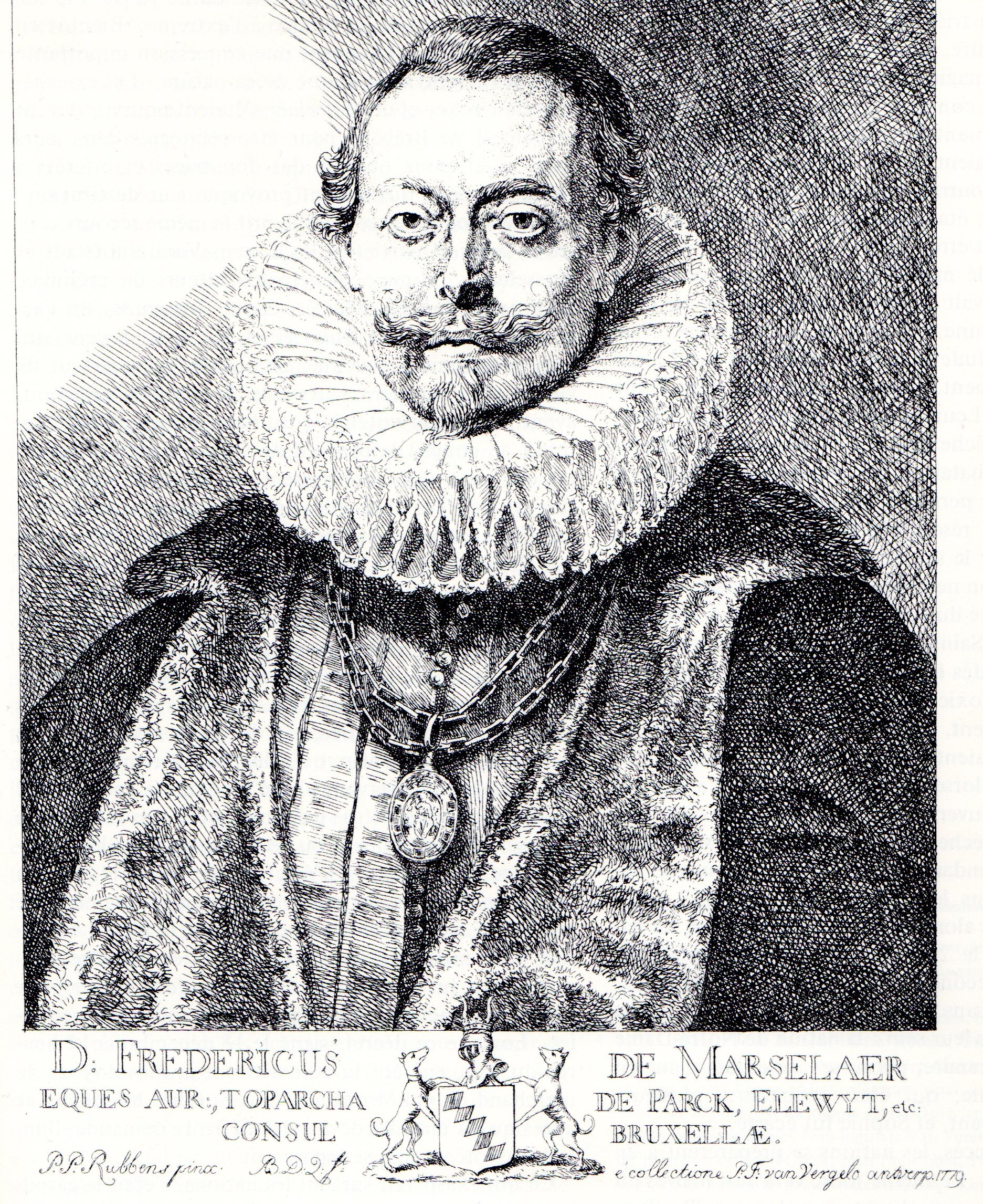
Portrait gravé de Frédéric de Marselaer (Anvers, 12 juillet 1586- Bruxelles 7 novembre 1670, enterré à Perck), inscrit au Lignage de Roodenbeke le 8 février 1613, épousa le 30 avril 1619 à Perck Marguerite de Baronaige, fut bourgmestre de Bruxelles en 1624, 1626, 1631, 1639, 1643, 1652, et plusieurs fois échevin